# 瓦尔森·阿加贝基安
瓦尔森·阿加贝基安（阿拉伯语：فارسين أغابكيان，1958年—）是巴勒斯坦政治人物及学者，她于2024年被巴勒斯坦民族权力机构任命为外交和侨民事务部长，成为首位担任政府部长职位的亚美尼亚裔人士，此外她还曾任圣城大学院长兼副教授。

## 早年生活和教育
阿加贝基安1958年出生于约旦，她在美国接受高等教育，于1983年获得印第安纳大学与普渡大学护理管理硕士学位，并于1988年获得匹兹堡大学教育政策和管理研究博士学位。

## 职业生涯

### 在学术界和行动主义方面的工作
1988年至2008年，阿加贝基安教授在耶路撒冷圣城大学任教。她先被评为副教授，后历任多个行政职务，包括1995年至1998年担任卫生职业学院院长，1998年至2000年担任研究生院院长。
她在多个政治和社会项目中担任过重要职务，包括巴勒斯坦医学委员会人力资源开发部门协调员、巴勒斯坦总统办公室机构建设项目主任、2009年“阿拉伯文化之都”项目执行主任，以及独立人权委员会的总干事（2016-2018年）。此外，她还是致力于文化与教育发展的巴勒斯坦组织“Diyar Consortium”董事会成员。
阿加贝基安是亚美尼亚使徒教会信徒，担任圣诞教堂修复总统委员会及教会事务总统委员会的创始成员。她是巴勒斯坦基督教和妇女权利的倡导者。

### 担任外交部长
巴勒斯坦民族权力机构于2024年3月29日任命阿加贝基安为外交和侨民事务部长，这是亚美尼亚裔首次被任命为政府部长。两天后的3月31日，阿加贝基安宣誓就职。
在2024年美国总统大选前的几周，阿加贝基安表示希望候选人能够支持解决以巴冲突的两国方案，并强调在中东地区应采取中立而积极的立场。唐纳德·特朗普当选美国总统后，提出了美国占领加沙地带的计划。作为回应，阿加贝基安重申了巴勒斯坦权力机构对加沙地带的合法管辖权，并称该计划“不可接受”，并呼吁其他西方国家也采取同样的行动。